# Fernbreitenbach
Fernbreitenbach ist ein Ortsteil der Stadt Werra-Suhl-Tal im Wartburgkreis in Thüringen.

## Geografie
Fernbreitenbach liegt fünf Kilometer östlich vom Verwaltungssitz Berka/Werra entfernt am Unterlauf der Suhl. Die Gesamtfläche der Gemarkung beträgt 6,98 km². Durch die Ortslage verläuft die Landesstraße 1023 von Herda nach Marksuhl.

## Geschichte
Die (gesicherte) Ersterwähnung des Ortes Fernbreitenbach erfolgte im Urkundenbuch des Klosters Frauensee am 27. Juni 1261. Es gehörte zum hessisch-sächsischen Amt Hausbreitenbach.
Von C. Kronfeld wurden 1879 landeskundliche und statistischen Angaben zum Ort publiziert: Fernbreitenbach (mit der Lindigsmühle) ist ein Dorf mit 84 Wohnhäusern und 463 Einwohnern. Die Gesamtfläche des Dorfes beträgt 689,92 ha, davon entfallen auf Hofstellen und Gärten 13,18 ha, Wiesen  60,55 ha, Ackerland 333,9 ha, Wald 119,0 ha, Teiche, Bäche und Flüsse 0,1 ha, Wege, Triften und  Obstgehölze  163,2 ha. Der Viehbestand umfasst  36 Pferde, 259 Rinder, 363 Schafe, 107 Schweine, 29 Ziegen und 40 Bienenvölker.
Nach dem Ersten Weltkrieg wirkte der musisch talentierte Pfarrer Franz Linsenbarth in Fernbreitenbach, er beschäftigte sich mit Malerei, gestaltete mehrere Wandgemälde im Pfarrhaus, in der Apsis der Fernbreitenbacher Heilig-Geist-Kirche und im Saal des Fernbreitenbacher Turnvereins. Linsenbarth schuf mehrere Schauspiele, die Ereignisse der Heimatgeschichte (Bauernkrieg, Täufer) reflektieren und auch vor größerem Publikum in Gerstungen aufgeführt wurden.
Durch die Thüringer Verordnung vom 16. Februar 1994 erfolgte die Auflösung der Gemeinden Fernbreitenbach, Gospenroda, Herda, Horschlitt und Vitzeroda und ihre Eingliederung in die Stadt Berka/Werra mit Wirkung vom 18. März 1994. Diese ging zum 1. Januar 2019 in der Stadt Werra-Suhl-Tal auf.

## Sehenswürdigkeiten
- Heilig-Geist-Kirche
- Kriegerdenkmal zur Erinnerung an Gefallene und Vermisste des Dorfes auf dem Friedhof, 2018 saniert[7]